# Haselschacher Buck
Das Naturschutzgebiet Haselschacher Buck liegt auf dem Gebiet der Gemeinde Vogtsburg im Kaiserstuhl in Baden-Württemberg.

## Kenndaten
Das Gebiet wurde durch Verordnung des Regierungspräsidiums Freiburg vom 11. April 1989 als Naturschutzgebiet unter der Schutzgebietsnummer 3169 ausgewiesen. Der CDDA-Code lautet 163542  und entspricht der WDPA-ID.

## Lage
Das Schutzgebiet beginnt rund 100 Meter östlich des Vogtsburger Weilers Altvogtsburg und gehört vollständig zum FFH-Gebiet Nr. 7911-341 Kaiserstuhl und auch zum gleichnamigen Vogelschutzgebiet Nr. 7912-442 Kaiserstuhl. Es liegt im Naturraum 203-Kaiserstuhl innerhalb der naturräumlichen Haupteinheit 20-Südliches Oberrheintiefland.

## Schutzzweck
Wesentlicher Schutzzweck ist laut Schutzgebietsverordnung die Erhaltung des Gebietes Haselschacher Buck als Lebensraum einer für den Kaiserstuhl typischen Flora und Fauna mit zum Teil vom Aussterben bedrohten Tier- und Pflanzenarten sowie als Gebiet von hervorragender Bedeutung für die Wissenschaft.